# اژدرانداز

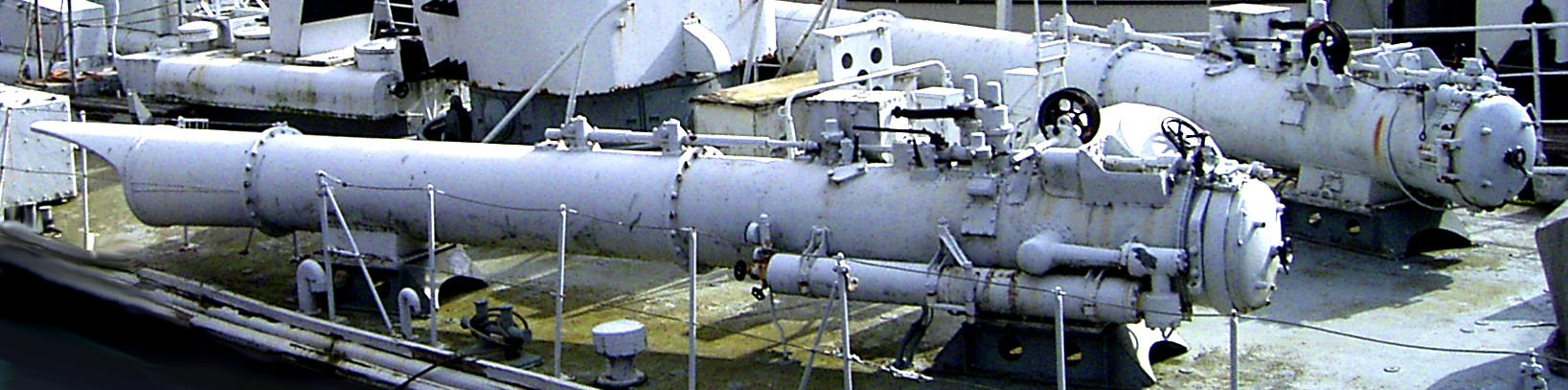
اژدرانداز عقبی در یک ناوچه سریع رده جگوار از آلمان

به لولهٔ پرتاب اژدر در زیردریایی‌ها اَژدراَنداز گفته می‌شود.
اژدراندازها دو گونه‌اند:
1. گونهٔ زیردریایی برای پرتاب از زیر آب
2. گونهٔ عرشه‌ای برای پرتاب از سطح روی آب ناوها

به ناوچه‌هایی که دارای اژدرانداز هستند ناوچه اژدرافکن گفته می‌شود.